# 興利中心

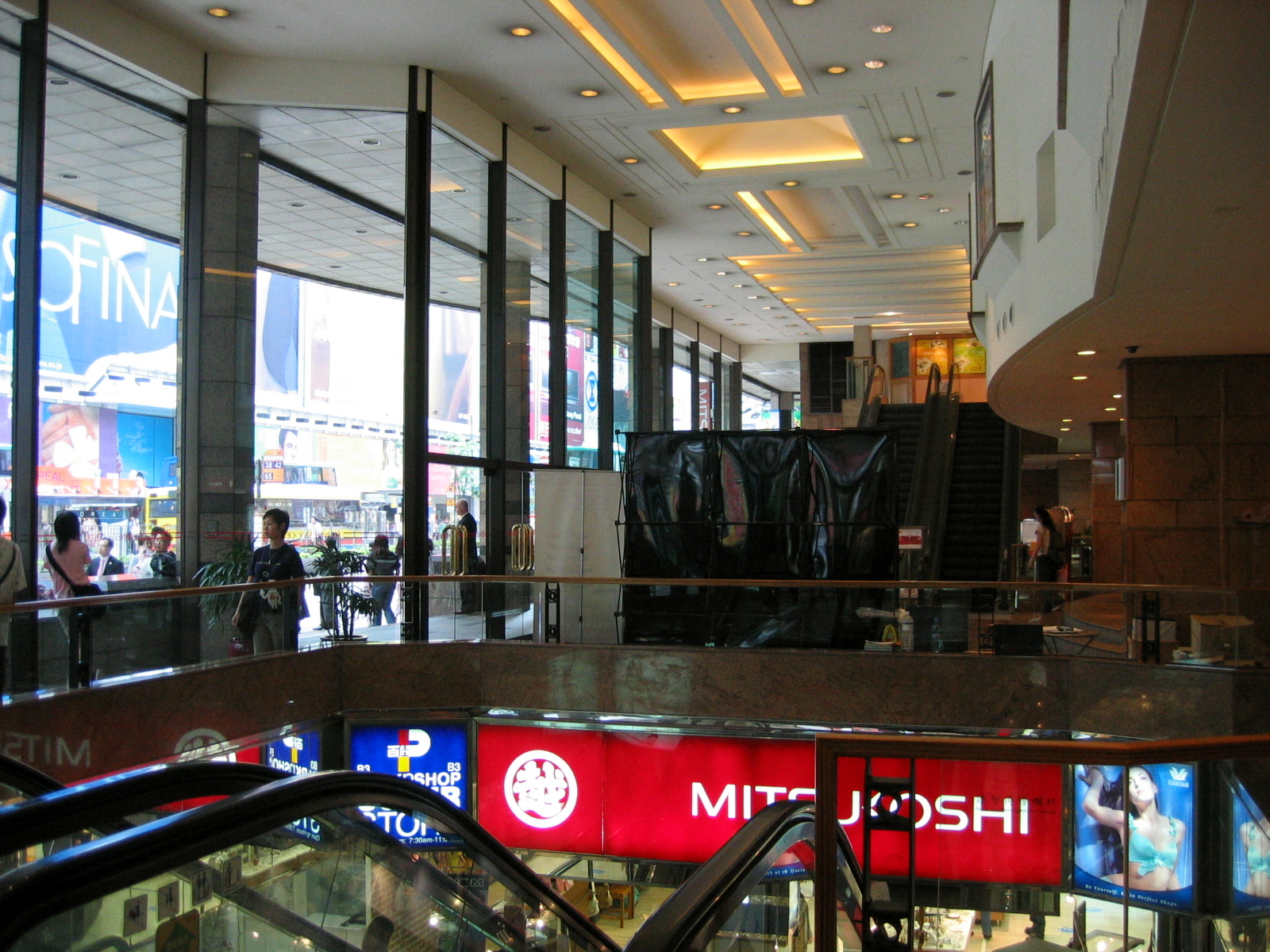
興利中心地下的三越百貨（已結業）

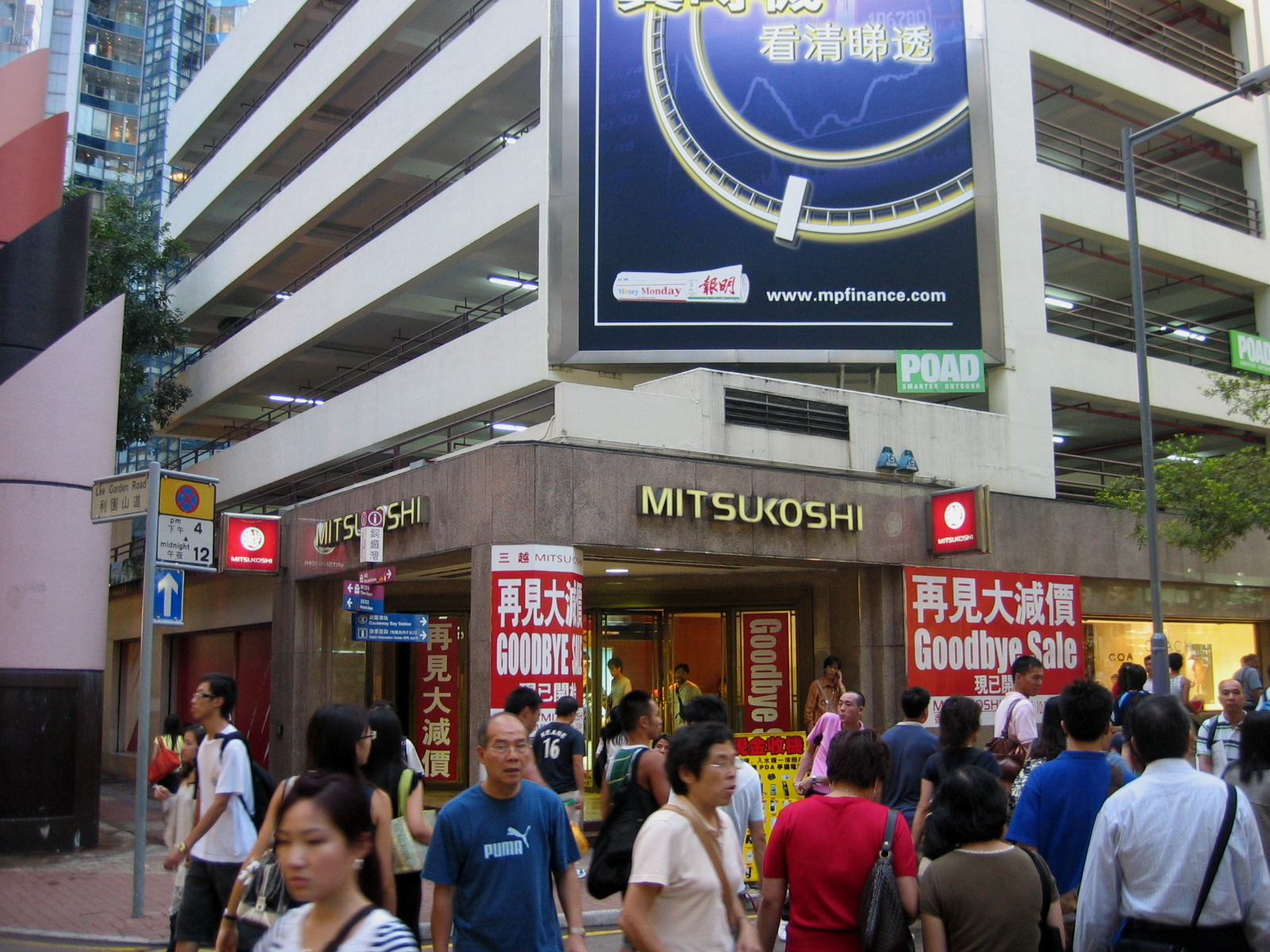
興利中心的三越百貨（恩平道入口）（已結業）

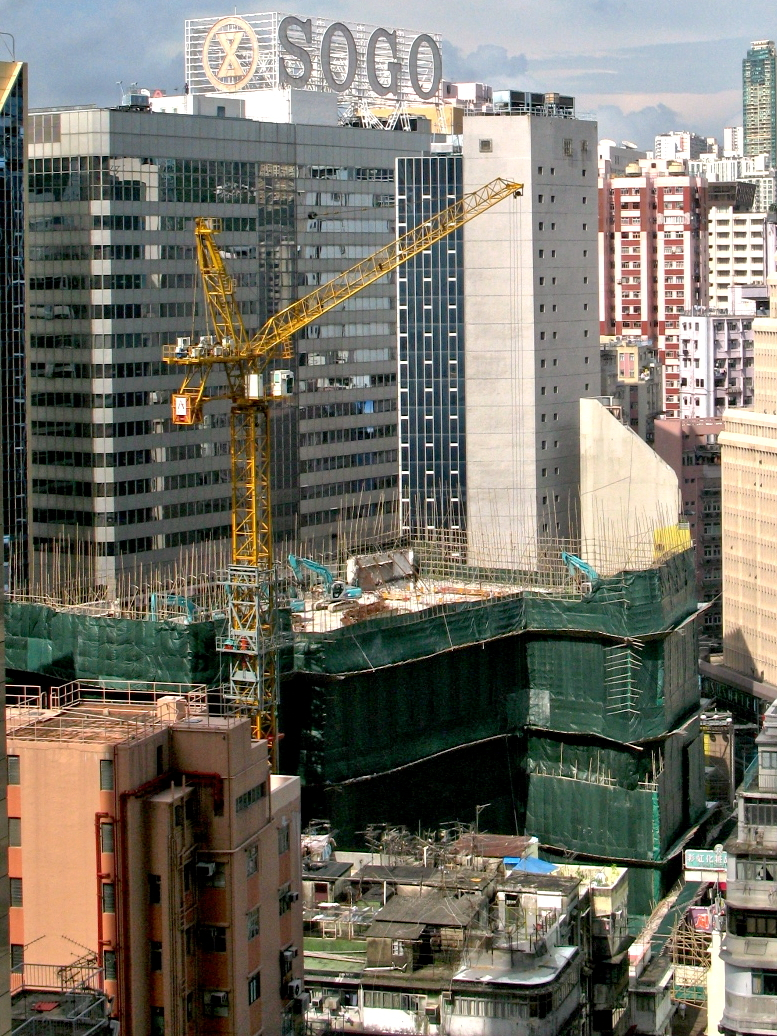
興利中心正進行拆卸工程（2007年8月）

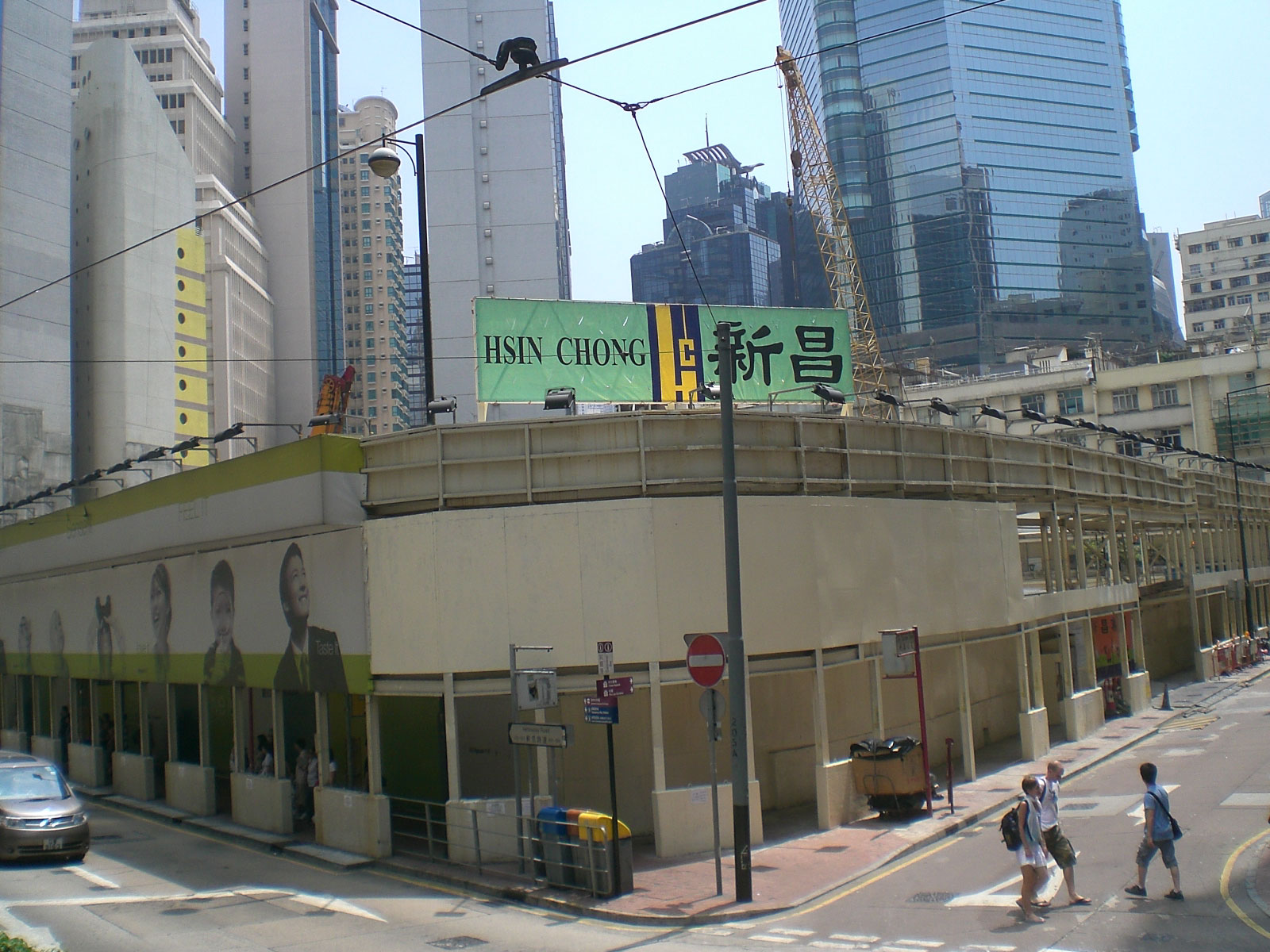
興利中心重建地盤

興利中心（Hennessy Centre）是香港一幢已拆卸的寫字樓及商場綜合大樓。大樓位於香港島銅鑼灣軒尼詩道500號，大樓附近一帶，又名利園山、東角，現不常用。大樓由司徒惠建築師事務所設計，甘洺建築師事務所負責統籌，高度140米，樓高41層，於1981年落成，由希慎興業興建及擁有。
2006年1月，希慎興業宣布將斥資逾12億元把樓齡僅25年的興利中心拆卸重建，工程於同年10月開始。現為希慎廣場，於2012年8月10日開幕。興利中心一度是香港已拆卸的最高建築物，兩年後這個紀錄被142米高的香港麗嘉酒店取代。

## 用家
當時的興利中心商場最大的租戶是三越百貨，由地庫至地面共有三層，其他的租戶還包括百佳超級廣場、香港上海匯豐銀行、美心集團的美心大酒樓和北京樓等。香港都會大學的前身香港公開進修學院在1989年創校時的校舍設於興利中心的辦公大樓內。興利中心曾經於2004年進行外牆翻新，到2005年翻新商場，包括將停車場改建為商場等。

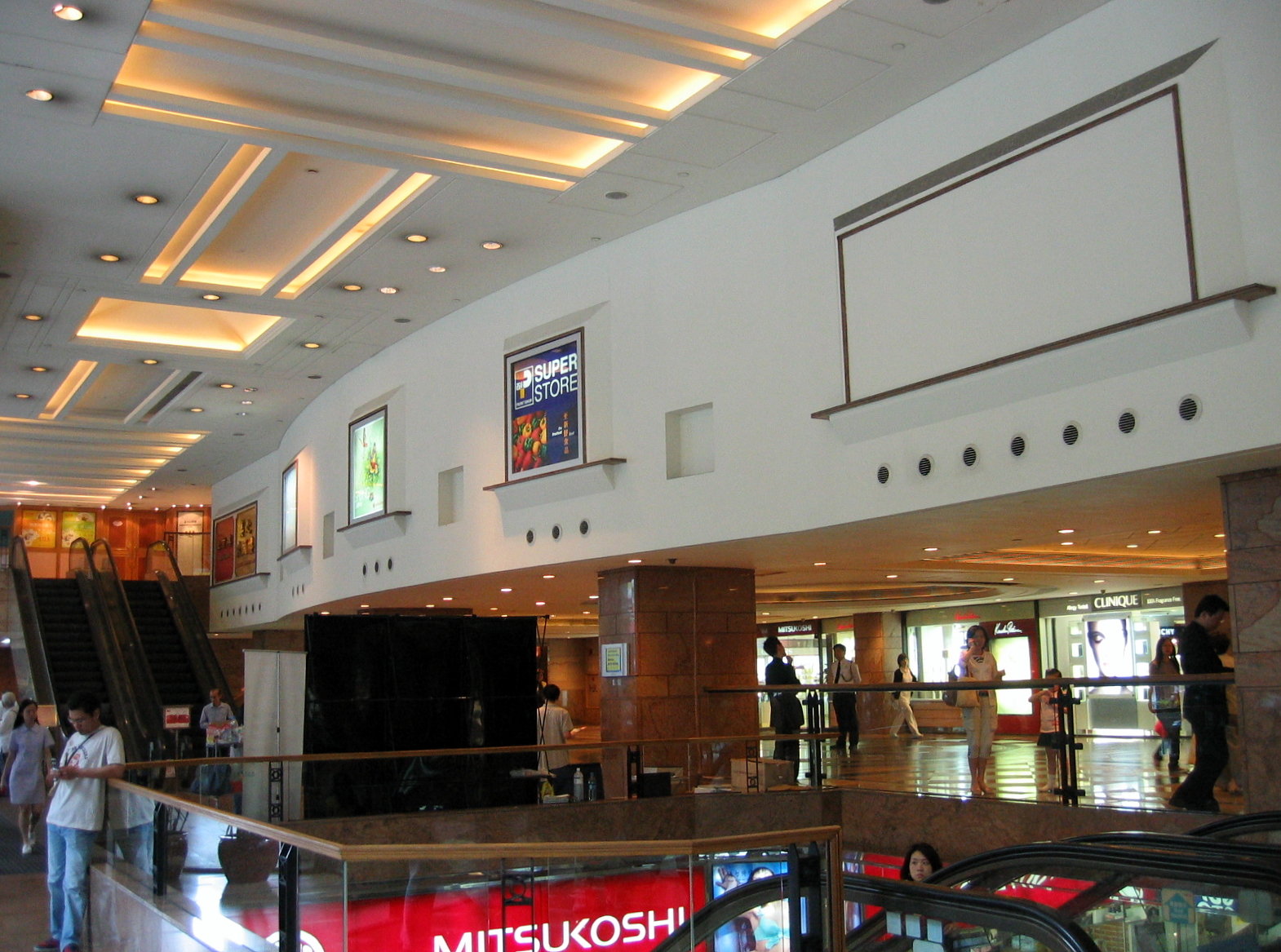
興利中心商場內部（1）
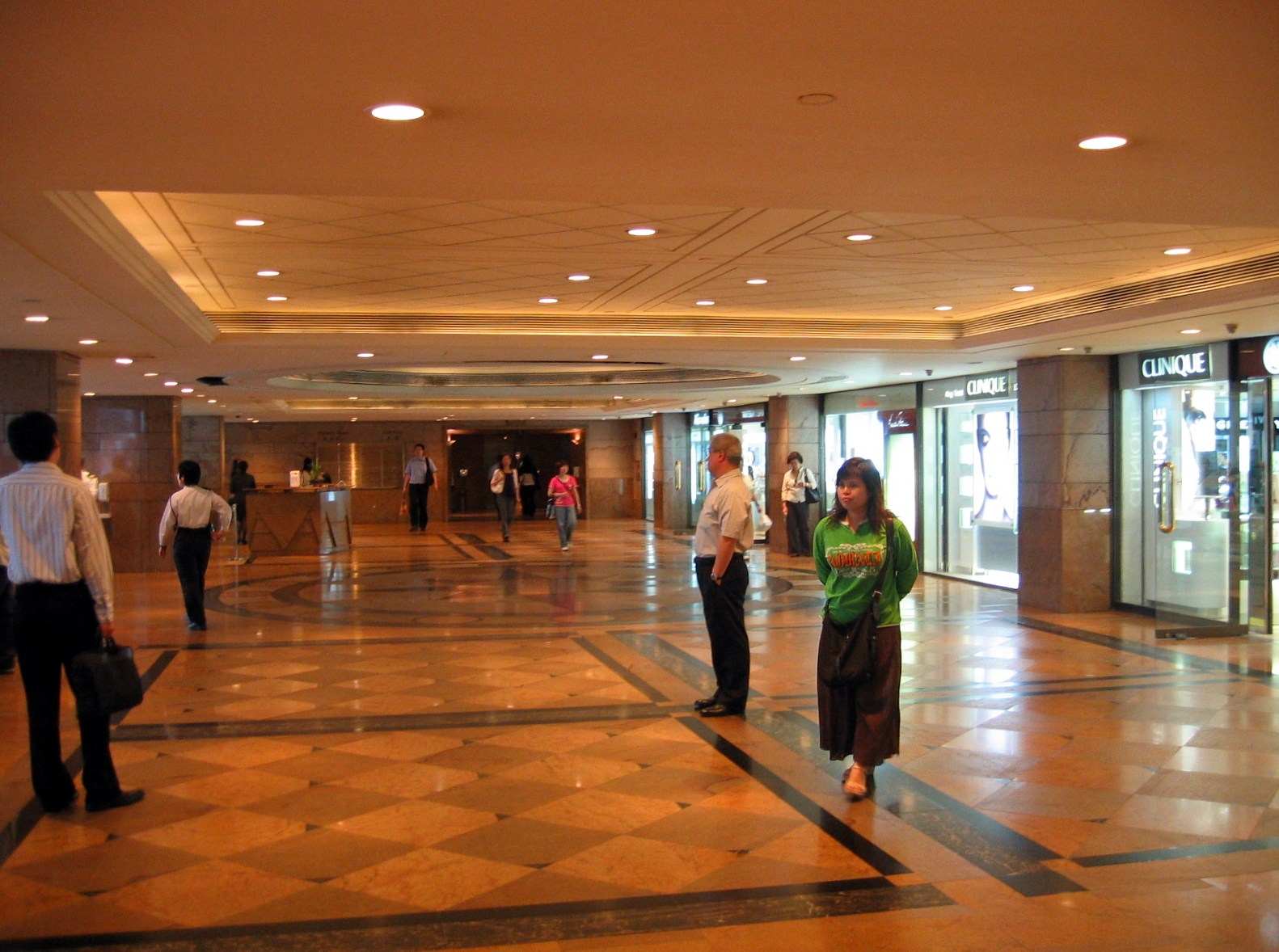
興利中心商場內部（2）
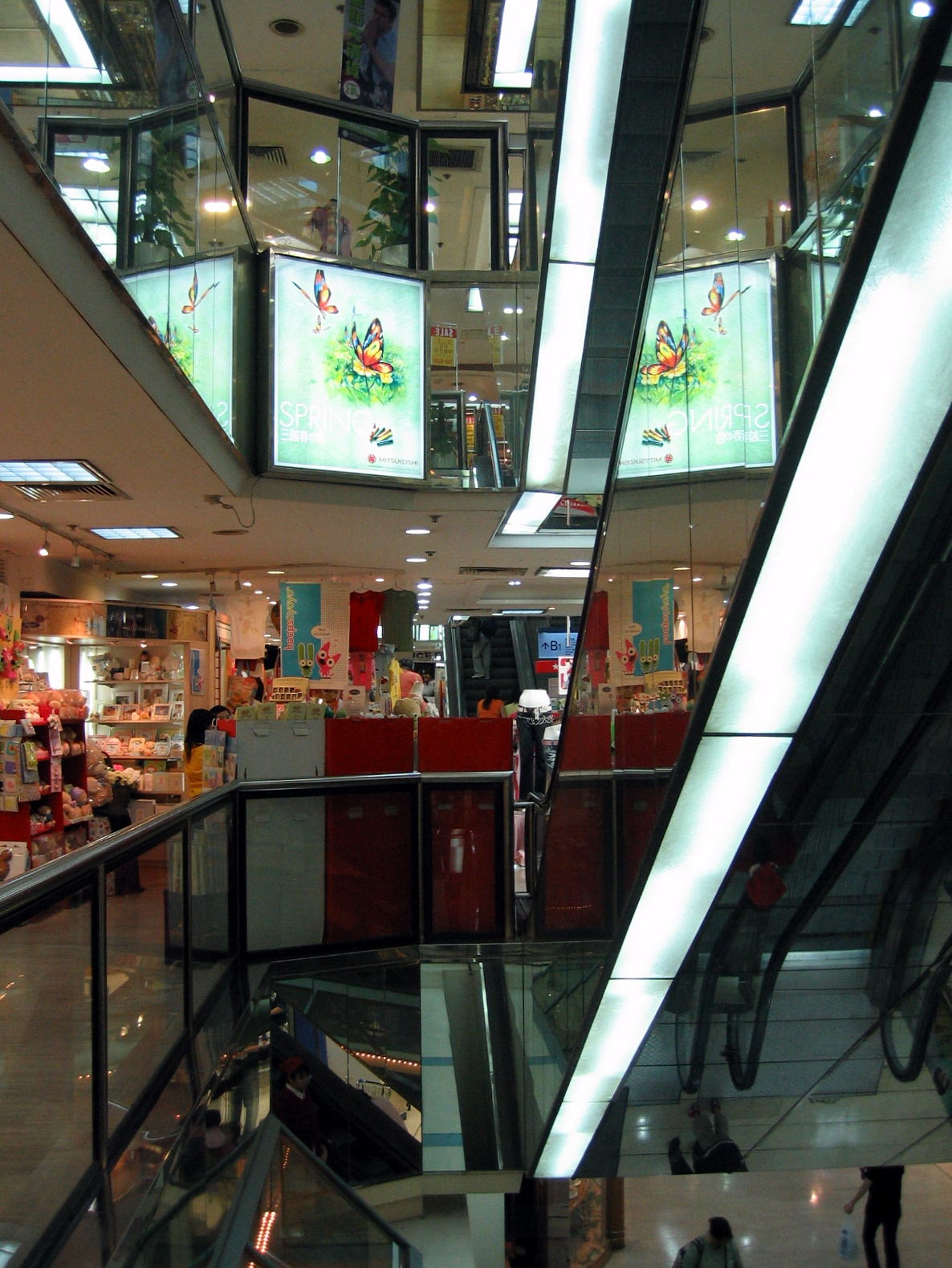
興利中心商場內部（3）

### 三越結業前圖集

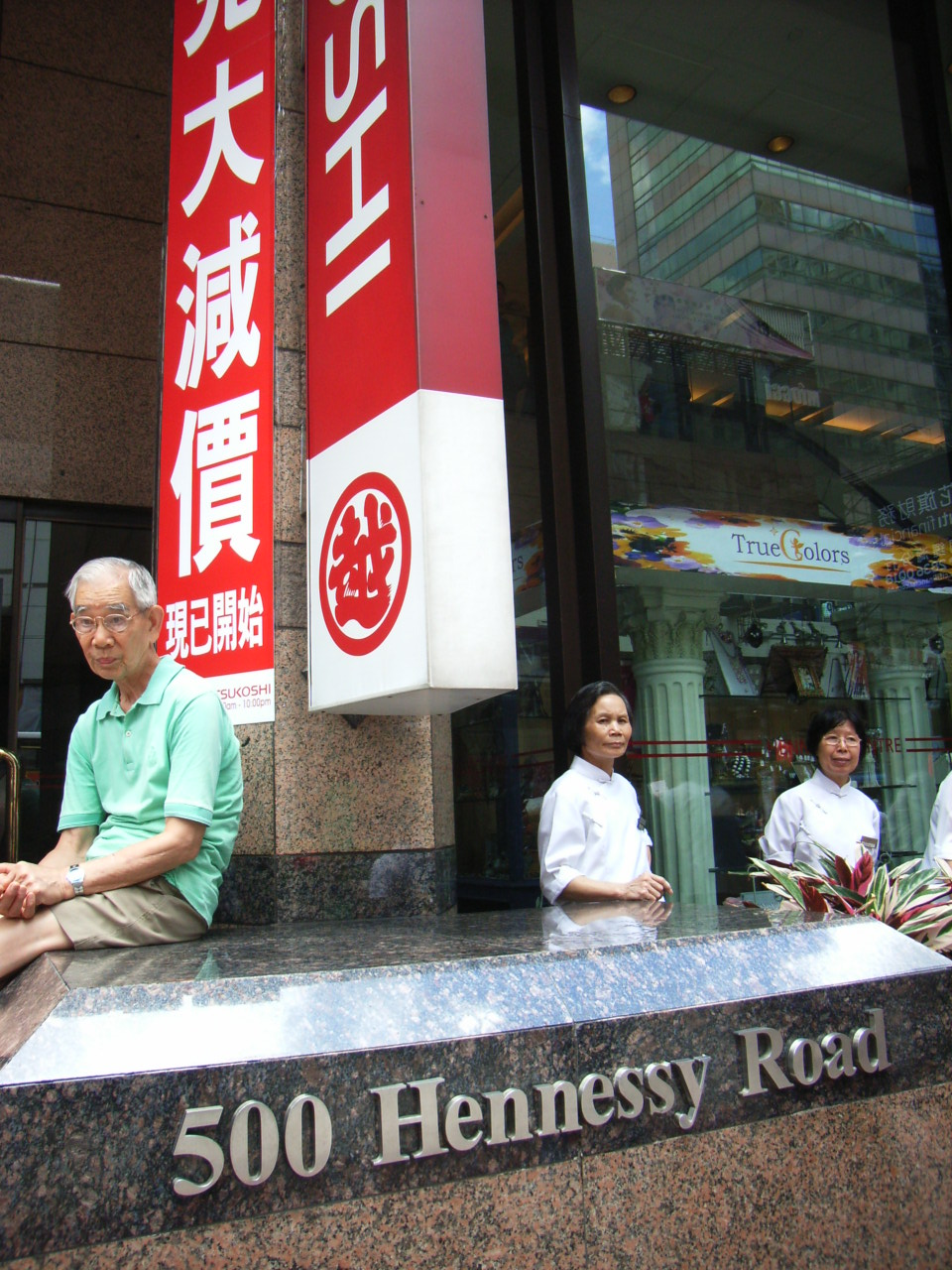
在銅鑼灣軒尼詩道500號舊香港三越百貨正門附近（已拆卸）
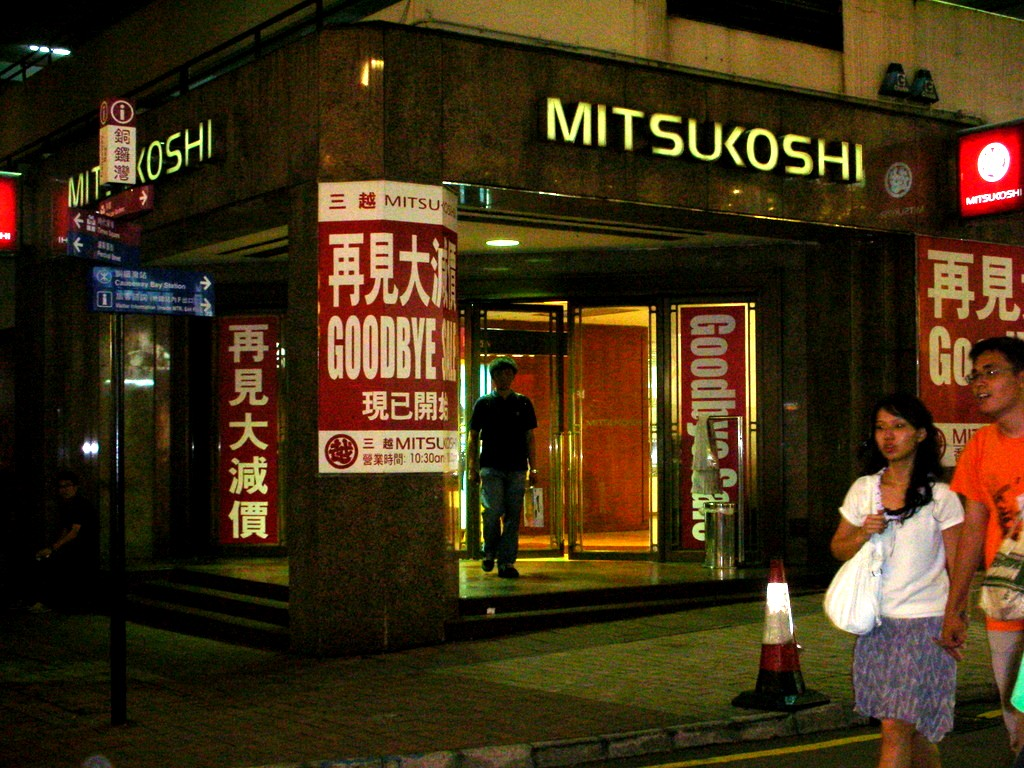
香港三越側門，2006年9月結業前。

## 重大事件
2007年4月18日上午約10時，興利中心拆卸地盤發生了挖土機（俗稱「雞頭」）撞死工人事件。一名天秤訊號員懷疑專注半空起重機情況，未有為意身旁挖土機轉動，挖土機機手同樣未有留意事主正站在機旁，結果事主被挖土機機身尾部撞中腹部，重傷死亡。
2007年7月10日上午9時45分，興利中心拆卸地盤發生了塔式起重機（俗稱「天秤」）倒塌意外。一架塔式起重機由20樓折斷倒塌至9樓位置，壓住7名工人，事件中造成2名工人死亡，5名工人受傷。

## 希慎廣場
2010年9月7日希慎宣布，旗下興利中心重建項目，正式命名為希慎廣場（Hysan Place）。希慎廣場已於2012年8月10日開幕，為希慎興業旗下最大型的商場。希慎廣場樓高36層，另設有4層停車場及零售地庫、樓面面積共710,000平方呎。基座設有17層零售店舖，逾120間商戶，涉及450,000平方呎樓面，可出租面積為27萬呎。高層為15層寫字樓。大樓的中央廣場，為項目的焦點和推廣活動場地。大樓又設有升降機及快速電梯穿梭商場各層。商場又設有多間食肆及空中花園。

## 鄰近
- 東角中心（崇光百貨）
- 怡和街
- 啟超道
- 恩平道
- 渣甸坊
- 渣甸街
- 利園山道
- 銅鑼灣廣場第一期
- 銅鑼灣站

## 外部連結
- 軒尼詩道500號（興利中心）資料
- 香港地方：興利中心（附圖片） （页面存档备份，存于）
- 2007年重建中的樓宇（當中包括興利中心重建項目） （页面存档备份，存于）
- 新興利中心商舖拆細[]
- 希慎興業有限公司宣佈重建興利中心
- 軒尼詩道500號，興利中心地圖 （页面存档备份，存于）
- 希慎廣場官方網站